# Hydraena multiarcuata
Hydraena multiarcuata (лат.) — вид жуков-водобродок рода Hydraena из подсемейства Hydraeninae. Назван по дугообразным голеням (мезо- и метатибиям), дугообразным надкрыльям и дугообразным метавентральным пластинкам.

## Распространение
Встречаются на Мадагаскаре (провинция Фианаранцуа, Ranomafana).

## Описание
Водобродки мелкого размера (около 1,5 мм), удлинённой формы. Основная окраска светло-коричневая. Голова темнее переднеспинки (у наиболее темных экземпляров — пчелиная); переднеспинка светлее надкрылий; ноги светло-коричневые; дистальная ½ последнего пальпомера максиллярных щупиков не темнее других. Голова с наличником мелко и редко пунктированным медиально, латерально очень слабо микроретикулированная; лоб более крупно пунктирован латерально, чем медиально. От других представителей группы видов Hydraena (Monomadraena) simplicata отличается сочетанием дугообразных голеней (мезо- и метатибиев), дугообразных метавентральных бляшек и дугообразных надкрылий. Эдеагус имеет очень поверхностное сходство с эдеагусом Hydraena ranomafana, но отличается от него по многим параметрам, как дистальной и основной частью, так и размерами. Взрослые жуки, предположительно, как и близкие виды, растительноядные, личинки плотоядные.

## Классификация
Вид был впервые описан в 2017 году американским энтомологом Philip Don Perkins (Department of Entomology, Museum of Comparative Zoology, Гарвардский университет, Кембридж, США) по типовым материалам с острова Мадагаскар. Включён в состав подрода Monomadraena и видовой группы Hydraena (Monomadraena) simplicata.